# Toijainen
Toijainen est un quartier du district Hirvensalo-Kakskerta à Turku en Finlande,.

## Description
Le quartier de Toijainen est situé au centre de l'île d'Hirvensalo.
Dans les années 2010, Toijainen est rapidement devenu un petit quartier de maisons de ville pour les familles avec enfants.
Le long de la route de Toijainen se trouve la réserve naturelle de Tammimäki d'environ un hectare, cest une colline boisée entourée de champs. 
Sur ses pentes sud et sud-ouest, il y a des blocs erratiques d'un diamètre de près de trois mètres.